# Abdul-Halim Sadulayev
Abdul-Halim Salamovich Sadulayev (Em checheno: Сайд-Iелийн Абусаламин кІант Iабдул-Хьалим Sadulin Abusalamin-Kant Abdulhalim, em russo: Абдул-Халим Саламович Сайдулаев Abdul-Khalim Salamovich Saydulayev) (2 de junho de 1966 – 17 de junho de 2006) foi o quarto Presidente da República chechena da Ichkeria. Ficou pouco mais de um ano como presidente antes de ser morto em um tiroteio com a FSB e forças pró-russas da Chechênia.

## Biografia
Sadulayev foi o primeiro líder rebelde checheno que tentou efetivamente unificar as forças islâmicas rebeldes fora do país. Havia conseguido promessas de fidelidade, não só de separatistas chechenos, mas também de grupos islâmicos que buscavam a derrubada da autoridade do Kremlin em todo o Cáucaso do Norte. A formação tornou-se conhecida como Frente Caucasiana.
Há uma variação considerável na escrita de seu nome em inglês e russo. Seu sobrenome é variadamente escrito Sadulaev, Sadulayev, Saidulaev, Saidulayev, Saidullaev, Saidullayev ou Saydullayev. Os dois primeiro parecem ter sido favorecidos por fontes insurgentes, enquanto os outros pelas fontes russas e meios de comunicação ocidentais. Seu primeiro nome é também escrito Abdul-Khalim, e às vezes é escrito com ou sem hífen. Em russo o seu nome com o sobrenome é escrito Абдул-Халим Сайдуллаев, Абдул-Халим Сайдулаев ou Абдул-Халим Садулаев, com ou sem o hífen. Seu nome completo, dado pelo site separatista site Kavkaz Center, parece ser Abdul-Halim Abu-Salamovich Sadulayev (Абдул-Халим Абу-Саламович Садулаев).
Sadulayev nasceu em Ustradoi Teip, um clã influente na cidade de Argun, nas planícies do centro, ao leste de Grozny. Depois de crescer em Argun, foi para a universidade da capital para estudar filologia russa e chechena, mas teve de interromper seus estudos com a eclosão da primeira guerra chechena com a Federação Russa, em 1994. Ele se juntou a uma milícia Argun para lutar contra os russos como lutador voluntário.
Sadulayev também estudou o Islã com teólogos locais, e a partir de 1996 começou a aparecer regularmente na TV Chechena falando sobre a religião. Lecionou na Chechênia, e eventualmente acabou transformando a comunidade muçulmana Argun como a cidade Imam. Sadulayev fez a peregrinação a Meca, a única vez conhecida em que deixou sua terra natal.
Sadulayev se tornou o líder jamaat, em Argun, sua cidade, conhecido por realizar atividades missionárias, bem como o policiamento dos bairros. Além de suas funções religiosas e civis, a maioria dos jamaats na Chechênia também representou destacamentos militares para proteger cidades e vilas contra os militares russos e bandidos.
Durante um confronto entre um grupo de radicais estrangeiros e autoridades chechenas, em 1998, Sadulayev partiu contra Khabib Abdurrakhman, líder jordaniano de um pequeno destacamento checheno jamaat que foi acumulando uma milícia e aplicando extrema violência contra povos russos e não-islâmicos chechenos. Depois destes acontecimentos, Abdurrakhman foi destituído de sua cidadania e foi declarado persona non grata na Chechênia. Ele morreu em 2001, quando lutava como um soldado regular.
Em 1999, Aslan Maskhadov nomeou Sadulayev a uma comissão constitucional para reforma da Sharia em, uma comissão chefiada por Akhmad Kadyrov, que viria a rejeitar os rebeldes e abraçar Moscou. Maskhadov ofereceu a Sadulaev o comando da Sharia, o Supremo Tribunal da Chechênia, mas Sadulaev recusou a oferta, explicando que não tinha conhecimento clerical suficiente para julgar outras pessoas.
Quando eclodiu a segunda guerra chechena Sadulayev voltou a lutar, comandando a milícia popular de Argun. Desde 1999, Sadulaev tinha sido um dos comandantes mais fiéis de Maskhadov de campo. Em 2002, ele foi designado por Maskhadov para ser seu sucessor como presidente da república chechena de Ichkeria.
Pouco após a morte de Maskhadov, a 8 de março de 2005, o conselho rebelde checheno anunciou que Sadulayev assumiu a posição de Maskhadov, um movimento que foi rapidamente aprovado por Shamil Basayev, um comandante com mais alto conhecimento de guerrilha. Depois de assumir o poder, foi chamado para a expansão do conflito na Chechénia em uma tentativa de descolonização das regiões muçulmanas adjacentes e promover a adoção de uma constituição baseada na lei islâmica, ou Sharia.
Também condenou empresas reféns e declarou que, após o fim da guerra, o novo presidente deveria ser democraticamente eleito. 
Sadulayev não tinha apenas um compromisso ideológico com a manutenção do conflito, mas talvez um pessoal também. Fontes insurgentes chechenas afirmam que sua esposa foi seqüestrada, em 2003, por forças russas Spetsnaz e morta pela FSB quando as tentativas de resgatá-la falharam. Ele havia trabalhado para eliminar a violência terrorista e pediu que os senhores da guerra atacassem "alvos legítimos", ressaltando que os ataques a tais metas deveriam evitar alvos civis. Ele parecia ter convencido Basayev, que foi convocado para a formação da Frente Caucasiana, que atacar alvos civis iria ajudar a espalhar a insurgência em todo o Cáucaso do Norte. Em fevereiro de 2006, Sadulayev anunciou uma remodelação do gabinete de vários representantes rebeldes principais que viviam no exterior, incluindo Akhmed Zakaiev, demitido como primeiro-ministro adjunto. Sadulayev também assinou um decreto ordenando que todos os seus ministros deveriam se basear na Chechênia.
Em 17 de junho de 2006, Sadulayev foi morto durante um tiroteio com a FSB e milicianos pró-Moscou em Argun. De acordo com o chefe da FSB, Nikolai Patrushev, dois membros das forças federais foram mortos e cinco ficaram feridos em um tiroteio em que Sadulayev e seu guarda-costas foram mortos, e outros dois rebeldes escaparam. Em agosto de 2006, o comandante rebelde, Isa Muskiev, disse os federais e os Kadyrovtsy haviam perdido cinco homens no tiroteio, um deles baleado por Sadulayev pessoalmente, e três escaparam.
O corpo foi mais tarde transportado por Ramzan Kadyrov para a cidade natal de Tsentoroi. Kadyrov disse a um informante que havia avisado a polícia. Kadyrov disse que seus paramilitares queriam capturar Sadulayev mas foram forçados a matá-lo quando ele resistiu à prisão, e também declarou que ele organizava em Argun "um grande ataque terrorista" para coincidir com o Grupo dos Oito, a cúpula que se reuniu em St. Petersburgo no mês seguinte. O assassinato do xeque Abdul Halim foi alardeado pelos líderes do governo apoiados por Moscou, alegando que as forças separatistas haviam levado um golpe do qual nunca iriam se recuperar.
No dia seguinte, 18 de junho, Sadulayev foi sucedido pelo vice-presidente e guerrilheiro ativo, Dokka Umarov.
Em 20 de junho de 2006, a Memorial Russa de Direitos Humanos publicou os resultados de sua investigação no Uzel Kavkazky site. De acordo com a versão do Memorial, a morte de Sadulayev foi acidental. As autoridades de segurança não sabiam que ele estava em casa. O relato é que, em 17 de junho, cerca de 10 horas, um grupo de 12 agentes do FSB e policiais locais se aproximaram de uma possível casa rebelde. Eles imediatamente ficaram sob tiros quando entraram no quintal. Dois dos militares foram mortos, e o grupo se retirou depois de atirar uma granada de mão em uma janela da casa. A explosão da granada matou Abdul Halim. Essa versão é contrariada pela conta oficial.